# Эсхар
Эсха́р (укр. Есхар) — посёлок, Эсхаровский поселковый совет, Чугуевский район, Харьковская область, Украина.

## Географическое положение
Посёлок городского типа Эсхар находится в семи км от Чугуева на правом берегу реки Северский Донец,
выше по течению на расстоянии в 1 км расположено место впадения в реку Северский Донец реки Уды,
в 5 км — город Чугуев,
ниже по течению на расстоянии в 7 км расположено село Мохнач (Змиёвский район).
Выше по течению реки Уды на расстоянии в 4 км по прямой расположено село Старая Покровка.
К посёлку примыкает большой лесной массив (дуб).

## История
- В VIII—X веках вблизи современного поселка находилось Каганово городище, населённое аланами и выполнявшее функцию сторожевого форпоста Хазарского каганата. Это городище было самым западным поселение аланов .
- До постройки ГРЭС на месте села были хутора: Карповский, Павлов и Рождественский[5].
- 1924 — дата основания села Эсхар (название Эсхар происходит от аббревиатуры Электрическая станция (ЭС) Харьковского административного района (ХАР).
- В 1924 году местным ТСОЗом на кооперативные деньги в Эсхаре была построена на Донце гидроэлектростанция Харьковская ГЭС-1 с генератором переменного тока мощностью 500 кВт и напряжением 230 Вольт для работы мельничного завода. Электричество от станции напряжением три киловольта с помощью повышающего трансформатора передавалось для питания Чугуева, Малиновки, Введенки, Новой и Старой Покровок. Во время ВОВ, поскольку по Донцу проходила линия фронта, ГЭС-1 была разрушена.
- В 1925—1930 годах в соответствии с планом ГОЭЛРО была построена Харьковская ГРЭС-2, первая в Харьковской области большая ГРЭС, работающая на угле. Закладку главного корпуса ГРЭС-2 произвёл 24 июля 1927 года Григорий Петровский.
- Первая очередь ГРЭС мощностью 23,5 мВатт была сдана 1 мая 1930 года; 27 августа электроэнергия напряжением по линии 110 кВольт была передана в Харьков; вторая очередь мощностью 22 мВатт была пущена в 1931 году.
- В 1938 был присвоен статус посёлок городского типа.
- В 1930-х годах возле Эсхара в Мохначанском лесничестве находилась дача ВУЦИКа.[6]
- Во время Великой Отечественной войны в 1941—1943 пгт находился под немецкой оккупацией. Переходил из рук в руки по два раза. Освобождён в августе 1943 года.
- В годы войны 264 жителя пгт воевали на фронтах в рядах Советской армии; погибли 53 воина, работавших на ГРЭС-2 (про других погибших точных данных нет); 149 воинов были награждены орденами и медалями СССР.[7] Советский воин эсхарец В. И. Литвинов совершил подвиги и стал полным кавалером Ордена Славы.[7]
- Население в 1966 году составляло 5300 человек.
- В 1976 году в Эсхаре проживали 6500 человек.[7]
- В 1977 году здесь действовали ГРЭС-2, завод железобетонных изделий и конструкций, а также овощеводческий совхоз[4].
- В январе 1989 года численность населения составляла 6662 человека[8], по данным переписи 2001 года — 5602 человека, на 1 января 2013 года — 5480 человек[9].
- В 1993 году в посёлке действовали совхоз-комбинат "Эсхар", ГРЭС-2, пожарная часть, газораспределительный пункт (ГРП), общежитие, столовая, клуб, музей, завод ЖБИиК, хлебозавод, энергонадзор, ХЦПЭС, передвижная механизированная колонна МПМК-1, продовольственная база, склад, смешанный торг, пять больших магазинов (№ 3,44,45,46,54, Спорттовары), телевизионное ателье, автоматическая телефонная станция, два отделение связи (Эсхар и Эсхар-1), сберкасса, две средняя школа (№1 и №2), лицей, пошивочное ателье, поселковый совет, военно-учётный стол (ВУС), биолаборатория, аптека, медпункт, Эсхаровский больничный городок со следующими отделениями: инфекционное, неврологическое, травматологическое, детское, грязелечебница; дом отдыха «Северский Донец».[10]

## Экономика
- Завод железобетонных изделий и конструкций, основан 1 апреля 1957 года. В 90-х был ликвидирован как объект хозяйственной деятельности и полностью демонтирован
- Тепличный комбинат.
- ТЭЦ-2 28 июля 2003 года была внесена в перечень особо важных объектов электроэнергетики Украины, обеспечение охраны которых было возложено на ведомственную военизированную охрану во взаимодействии со специализированными подразделениями МВД Украины и иных центральных органов исполнительной власти[11].
- В 1950-х годах был создан совхоз «Эсхар», в состав которого входило большое дойное стадо, находящееся на территории села Старая Покровка; обширные поливные земли, где выращивались овощи. Хозяйство обрабатывало 1,7 тыс. гектаров земли, в том числе 969 га пахотной. Работали семь производственных бригад, одна тракторная, имелись две фермы и тепличный комбинат. В 1973 году совхоз награждён грамотой Совета Министров УССР за успешное выполнение плана продажи овощей государству; в 1974 году стал победителем Всесоюзного соцсоревнования, за что награждён переходящим Красным знаменем ЦК КПСС и Совета Министров СССР, ВЦСПС и ЦК ВЛКСМ. В июле 1995 года Кабинет министров Украины утвердил решение о приватизации совхоза[12].

## Объекты социальной сферы
- Детский сад.
- Школа № 1.
- Лицей с усиленной военно-физической подготовкой «Патриот».
- Дом культуры.
- Стадион «Авангард». ФК «Эсхар».
- Амбулатория семейной медицины (стационар, поликлиника, больница в 6 корпусах полностью закрыты в начале 2013).

## Достопримечательности
- Ежегодный осенний слёт авторской песни Эсхар (фестиваль).
- Ежегодный фестиваль авторской песни, проходит зимой в ДК — Зимний Эсхар.

## Транспорт
Сообщение — автобусное с Чугуевом; маршрутные такси в Харьков.
Пассажирская и грузовая ж.д. станция Эсхар находится не в Эсхаре, а за 10 км от него, в Новопокровке, причём на противоположном (левом) берегу реки Уды. Сейчас станция и поселок Эсхар имеют прямое сообщение между собой через Старопокровский автомобильный мост через Уды. Ближайшей станцией к Эсхару является не ст. Эсхар, а платформа Дачи.
В самом Эсхаре пассажирского железнодорожного сообщения нет, хотя железная дорога есть. Железнодорожная ветка служит промышленному подвозу (в основном каменного угля) к ТЭЦ-2.

## Известные люди
- Литвинов Василий Илларионович (1911—1984) — участник Великой Отечественной войны, полный кавалер ордена Славы.

## Достопримечательности
- Братская могила советских воинов (между 1 и 2 школами).

## Религия
- Православный храм оригинальной архитектуры с теремной крышей. Построен в 2013 году.